# Peignictis
Peignictis — вимерлий рід хижих, що жив у Франції в період палеогену. Він містить вид P. pseudamphictis.